# 山桑
山桑（学名：Morus mongolica var. diabolica）为桑科桑屬下的一个变种。

## 扩展阅读
- 維基物種上的相關：山桑